# Яков Платамонски
Яков (на гръцки: Ιάκωβος, Яковос) е гръцки духовник, епископ на Цариградската патриаршия.

## Биография
Яков става платамонски епископ в 1857 година, който пост заема до 12 август 1859 година. При управлението му в Рапсани в 1858 година е възстановена църквата „Успение Богородично“, енорийски храм на долната махала на Рапсани, като Яков плаща най-голямата част от разходите на ктиторите, изброени в ктиторския надпис. В 1859 година за кратко е поленински епископ, но още в същата година е принуден да напусне центъра на епархията Дойран поради нестабилната ситуация, която се създава за около две години от 1859 до 1860 година. След това на 27 май 1861 година става камбанийски епископ. През януари 1870 година се връща на платамонската катедра.
Умира през януари 1877 година.